# Conny Andersson (fotbollsspelare)
Krister Conny Andersson, född 8 april 1945, är en svensk före detta fotbollsspelare.
Andersson spelade under 1973 fyra landskamper för Sveriges landslag. Han spelade även en landskamp för U23-landslaget under året.

## Karriär
Andersson är uppväxt i Hardeberga och började spela fotboll i den lokala klubben Hardeberga BK. Därefter flyttade han till Malmö och började spela i IFK Malmö.
1971 blev det en övergång till Malmö FF för Andersson som då blev den dyraste fotbollsövergången mellan två svenska klubbar. MFF betalde 50 000 kronor till den stora rivalen IFK Malmö. I sin allsvenska debut mot IF Elfsborg gjorde Andersson mål efter fyra och en halv minut. Det blev årets snabbaste mål och Andersson vann för det målet en guldklocka av Dagens Nyheter.
Efter säsongen 1973 återvände Andersson till Hardeberga BK. Andersson vann skytteligan i Hardeberga BK:s serie trots att han endast spelade en halv säsong för klubben. Hösten 1974 blev det en återkomst i Malmö FF under nya tränaren Bob Houghton. Andersson vann totalt tre SM-guld samt tre cuptitlar innan han avslutade sin karriär med några säsonger i Skurups AIF.

## Meriter
Malmö FF
- Allsvenskan: 1971, 1974, 1975
- Svenska cupen: 1972/1973, 1973/1974, 1974/1975